# Hondón de las Nieves
Hondón de las Nieves (em castelhano) ou el Fondó de les Neus (em valenciano) é um município da Espanha na província de Alicante, Comunidade Valenciana. Tem 68,85 km² de área e em 2021 tinha 2 634 habitantes (densidade: 38,3 hab./km²).

## Demografia
| Variação demográfica do município entre 1991 e 2004 | Variação demográfica do município entre 1991 e 2004 | Variação demográfica do município entre 1991 e 2004 | Variação demográfica do município entre 1991 e 2004 |
| --------------------------------------------------- | --------------------------------------------------- | --------------------------------------------------- | --------------------------------------------------- |
| 1991                                                | 1996                                                | 2001                                                | 2004                                                |
| 1426                                                | 1587                                                | 1660                                                | 1936                                                |